# Netrada
Netrada Holding GmbH (vormals: D+S europe GmbH) mit Sitz in Garbsen war ein E-Commerce -Fulfillment Dienstleister.
Netrada Holding und auch die Tochter Netrada Europe meldete im Oktober 2013 Insolvenz an. Im Januar 2014 übernahm die Bertelsmann-Tochter Arvato wesentliche Teile des Unternehmens.

## Geschichte
Kern der Netrada ist die Heycom, die im Jahr 1997 von Sven Heyrowsky mit zwei Partnern gegründet wurde. Im Jahr 2007 verkaufte Gründer Sven Heyrowsky die Firma an den D+S-Konzern, die wiederum 2008 vom Finanzinvestor Apax übernommen wurde. Im September 2009 wurden alle Einzeldienstleistungen des E-Commerce-Segments der D+S-Gruppe unter Netrada Europe zusammengefasst. Im März 2011 expandierte und baute Netrada sein Nordamerika-Geschäft weiter aus; Netrada übernahm einen Mehrheitsanteil am US-amerikanischen E-Commerce Dienstleister Fulfillment Technologies (Filltek).
Gleichzeitig trennte sich D+S von einer Reihe von Tätigkeiten: 2011 wurden von D+S die bis dato zur Sparte D+S Communications Centers gehörende Communication-Center Gesellschaft in Parchim an die Perry & Knorr veräußert sowie die IT-Dienstleistungsgesellschaft D+S Solutions an Atos Origin verkauft. Ferner wurde zum Jahresende 2011 die Mehrheitsbeteiligung an der Netrada Digital Marketing im Rahmen eines MBOs an die Geschäftsführung veräußert. Im Januar 2012 wurden die restlichen Callcenter Aktivitäten der D+S mit Callcenter an 9 Standorten in Deutschland und insgesamt ca. 3.000 Mitarbeitern an den deutschen Finanzinvestor CMP veräußert. D+S Europe, die Obergesellschaft der verbleibenden D+S-Gruppe firmierte anschließend in Netrada Holding um.
Im September 2013 veräußerte Netrada die Aktivitäten in Nordamerika und in China.
Die Deutsche Telefon- und Marketing Services (DTMS) mit Sitz in Mainz, die als selbständige Tochter in der Netrada-Gruppe tätig war, wurde im Februar 2014 an den Finanzinvestor Paragon Partners veräußert. DTMS ist im Markt für Mehrwert-Telefonie tätig.

## Unternehmensprofil
Netrada bietet internationale Full-Service E-Commerce-Lösungen in den Bereichen Fashion und Lifestyle. Das Unternehmen betreibt mit rund 3.000 Mitarbeitern und Logistikzentren in Europa und Nordamerika weltweit über 80 Länder-Online-Shops für Marken aus den oben genannten Bereichen.
Das Leistungsangebot bildet die gesamte Prozesskette ab, von Implementierung und Betrieb des Online-Shops, über Content-Management, Produktfotografie, Online-Marketing, Logistik und Versand mit Retourenmanagement sowie Zahlungs- und Rechnungswesen und Customer Services.
Die Netrada Gruppe erwirtschaftete in den Jahren 2011 und 2012 ein starkes Wachstum, der Umsatz der Gruppe lag 2011 bei 245 Millionen Euro.